# EuroVelo 15
L’EuroVelo 15 (EV 15), detta anche «la strada del Reno», è una pista ciclabile certificata parte della rete del programma europeo EuroVelo. Lunga 1.320 chilometri, unisce Andermatt in Svizzera a Hoek van Holland nei Paesi Bassi lungo il corso del Reno.